# François Flameng
François Flameng (Parigi, 6 dicembre 1856 – Parigi, 1923) è stato un pittore e incisore francese.
Fu molto noto come illustratore, in particolare per le scene della prima guerra mondiale.

## Biografia
François Flameng era figlio del celebre incisore Léopold Flameng (1831-1911) da cui ricevette i primi insegnamenti. Si iscrisse poi all' "École nationale des beaux-arts" di Parigi frequentando al medesimo tempo gli studi di Alexandre Cabanel, di Pierre Edouard Hédouin e di Jean-Paul Laurens.
Nel 1875 espose per la prima volta al Salon presentando il quadro "Le litrin" (Il leggìo). Trascorse poi alcuni anni al castello de La Tourelle assieme a diversi amici pittori, fra cui l'americano John Singer Sargent che lo ritrasse nel 1882 con Paul César Helleu.
Nel 1891 eseguì degli schizzi per il primo biglietto di banca da 1000 franchi in quadricromia, che però non fu emesso. Il suo disegno servì, postumo, a stampare il celebre taglio da 5000 franchi stampato dal 1938 al 1945. Dal 1895 al 1897 partecipò alla decorazione della nuova Sala Favart del Théâtre national de l'Opéra-Comique di Parigi e nel 1900 ai lavori di abbellimento del ristorante della ricostruita Gare de Paris Lyon: Le Train Bleu.
Nel 1905 fu ammesso come docente all'Accademia di Belle arti, dove ebbe come allievi Henri Royer, Jean Cottenet, Edmond Chauvet, Charles Hoffbauer, Émile Auguste Wery e altri ancora. Lo stesso anno fu eletto membro dell'Istituto dell'Accademia e, contestualmente, Presidente onorario della Società dei pittori militari francesi.

Nel 1912 fu anche eletto sindaco del Comune di Courgent, dove era sepolto suo padre, e terminò il suo mandato nel 1917.
A 59 anni, nel 1914, fece parte dei primi pittori al seguito dell'Esercito francese nelle missioni di guerra della prima guerra mondiale, in qualità di pittore ufficiale. Si mosse per l'occasione lungo tutto il fronte, sostando brevemente per prendere appunti e fare degli schizzi di quanto poteva osservare.
Flameng preferì in generale i soggetti storici, ma dipinse con eguale impegno le scene di genere e i ritratti di diverse personalità dei suoi tempi, così come manifesti e illustrazioni. Questa ampiezza d'interessi gli procurò una fama non comune nei più diversi ambienti.

In età già matura decise di sposarsi ma, quando nel 1919 sua moglie morì, fu colto da una crisi depressiva e vendette tutta la sua collezione di quadri, che comprendeva opere di Jean-Baptiste-Siméon Chardin, Antoon van Dyck, Georges de La Tour e Rembrandt. In quell'occasione la Galleria Georges Petit pubblicò un catalogo di tutte le sue opere.
François Flameng si spense nel 1923 a Parigi, a 67 anni, solo e famoso.

## Opere

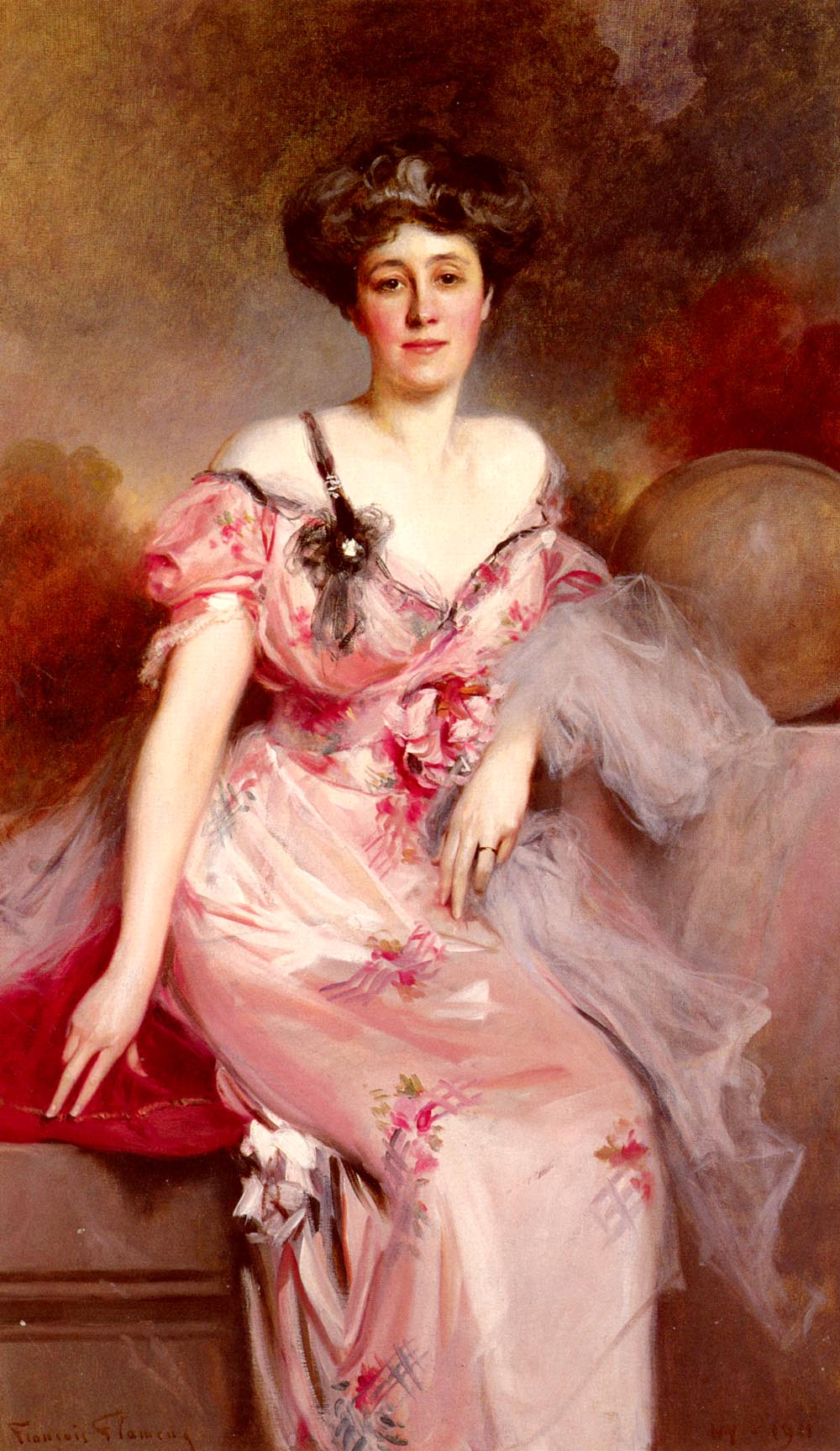
Ritratto di Madame D.

### Disegni, acquarelli e litografie
- 1877 - "  La Fille Élisa " di Edmond de Goncourt
- 1879 - "  Lettre à Edmond de Goncourt "
- 1882 - "  Le Retour"
- 1884 - " Scène de troubadours "
- 1885 - Primo dei disegni destinati all'illustrazione dell'opera completa di Victor Hugo. Edizione definitiva Pierre-Jules Hetzel, 1885-1889
- 1889 - "  Écuyère au cirque "
- 1891 - "  Billet de 1000fr "
- 1899 - "  Étude pour un moissonneur "
- 1902 - "  Portrait d'une élégante "
- 1902 - "  Portrait de l'actrice Cécile Sorel "
- 1902 - "  Homme à la cigarette "
- 1902 - "  Bonaparte 1er Consul au milieu de spectateurs "
- 1906 - "  Saint-Cloud 4 Juin 1906 ", Smithsonian American Art Museum, dono della Repubblica Francese del 29.11.1915
- 1915 - "  Fantassin dans une tranchée ND de Lorette 1915 "
- 1916 - "  En Alsace " schizzi di guerra per la rivista L'Illustration: Village d'Ampfersbach -  Éclatement d'un obus près de l'église de Thann -  Une Fontaine à Thann -  Convoyeurs dans la forêt
- 1916 - "  En Alsace ", Schizzi di guerra: L'Hartmannswillerkopf - La vallée de Munster
- 1916 - "  Verdun "
- 1916 - "  Préparation du pain dans un campement Indien "
- 1917 - "  Poilus dans les tranchées, Fort de la Malmaison 1917 "
- 1918 - "  Billet de 5000fr " inciso da Jules Robert e posto in circolazione dal 26 settembre 1938 al 4 giugno 1945
- 1918 - "  Château-Thierry "
- 1918 - "  Le Prince Murat "
- N.D.  - "  Signed "
- N.D.  - "  Antoine Charles Louis Collinet Comte De Lasalle "
- N.D.  - "  Portrait de Jean-Jacques Henner, pendant une séance à l'Institut "
- N.D.  - "  Société anonyme des ateliers d'aviation Louis Breguet d'observation au-dessus des nuages "

### Incisioni, stampe e acqueforti
- 1870 - Tavole per il catalogo della Galleria Durand-Ruel da opere di Alfred Sisley, Édouard Manet, Claude Monet
- 1901 - "  La revue de 1810 "
- N.D.  - "  Napoléon et son entourage dans le jardin des Tuileries "
- N.D.  - "  Une chasse à courre de l'Empereur Napoléon 1er "
- N.D.  - "  La Fileuse "
- N.D.  - "  Les suites d'un bal du Prado "
- N.D.  - "  Carnaval à Venise "
- N.D.  - "  Bonaparte à son bureau de campagne "

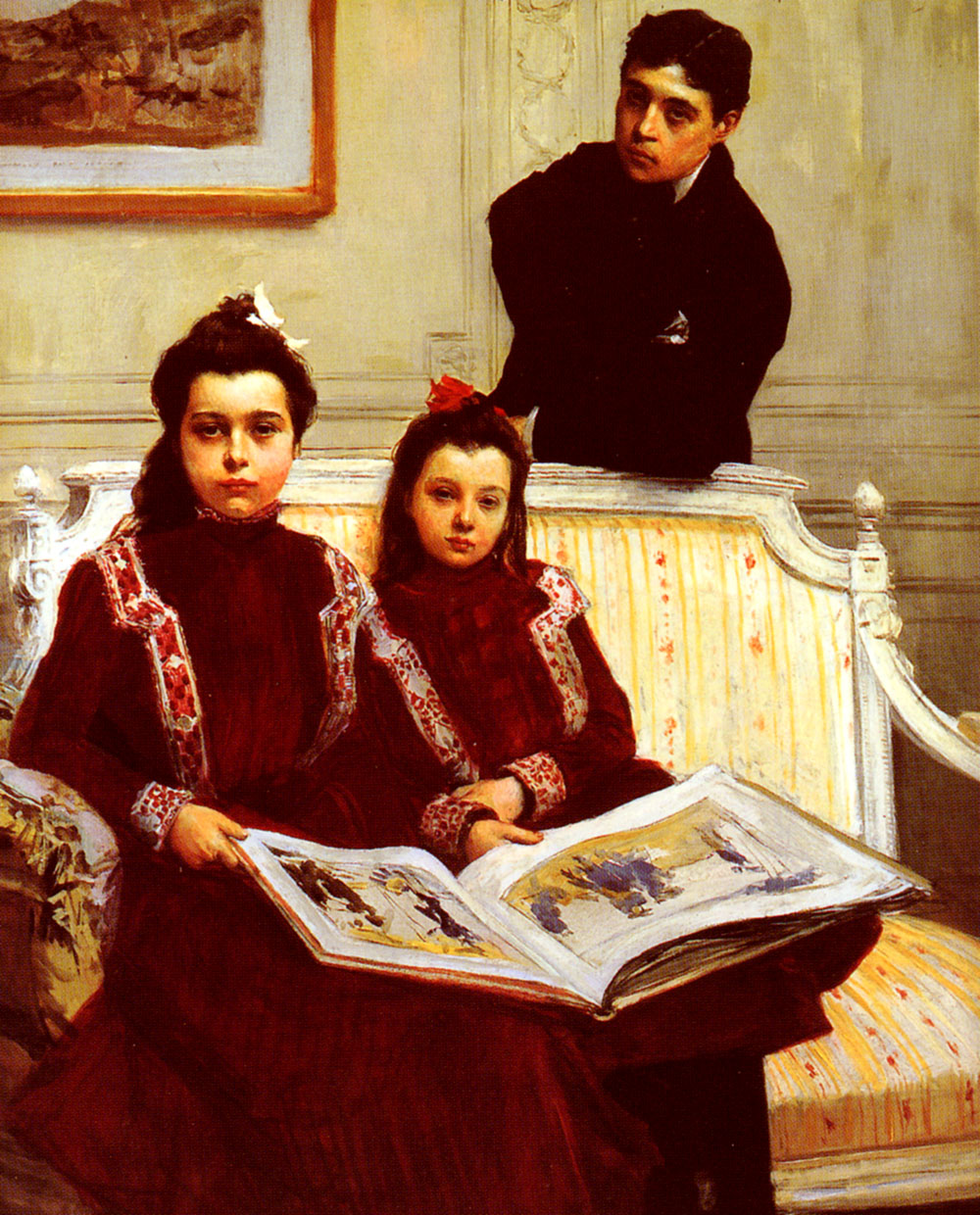
Ritratto di un ragazzo e le sorelle, 1900

### Manifesti
- 1899 - "  Chasse à Fontainebleau "
- 1900 - "  Hachette et Cie aux 100 millions de visiteurs "
- 1900 - "  Phono, cinéma, théâtre "
- 1900 - "  Phono, cinéma, Théâtre, Esposizione universale del 1900
- 1900 - "  Aux Merveilles de Paris et de l'Exposition "
- 1901 - "  Maquette de l'affiche de Grisélidis "
- N.D.  - "  Phono-Cinéma-Théâtre "
- N.D.  - "  Théâtre de l'Opéra Comique "

### Dipinti
- 1875 - "  Le Lutrin "
- 1875 - "  La Cour intérieure de l'Alhambra " * 1876 - " Federico Barbarossa au tombeau de Charlemagne " - Museo di Beaune
- 1876 - " Portrait de Mgr B..., évêque de C... "
- 1879 - "  L'Appel des Girondins le 30 octobre 1793; Prison de la Conciergerie "
- 1881 - "  Les Vainqueurs de la Bastille le 14 Juillet 1789 ", Museo di Belle arti di Rouen
- 1881 - "  Portrait de profil d'Auguste Rodin ", Museo del Petit-Palais
- 1882 - "  Camille Desmoulins "
- 1883 - "  Molière demande une audience avec le roi Louis XIV à Versailles " (coll. privata)
- 1883 - "  Molière "
- 1884 - "  Le massacre de Machecoul 10 mars 1793 " (Guerra di Vendea)
- 1885 - "  Portrait de Louis-Joseph Havard, (1810-1891) ", Museo delle Orsoline di Mâcon
- 1887 - "  Histoire des Lettres "

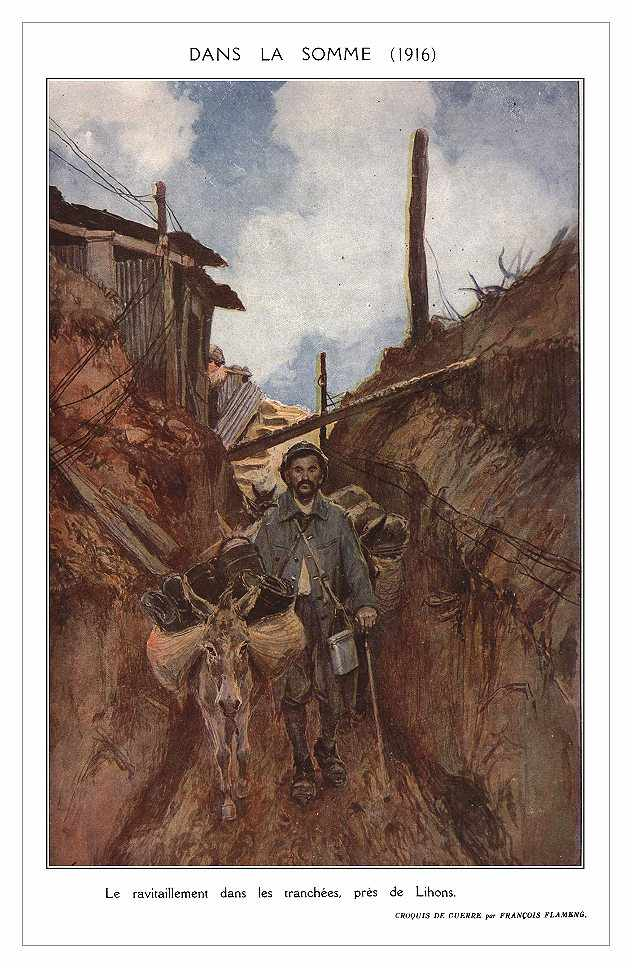
L'approvvigionamento nelle trincee presso Lihons, 1918

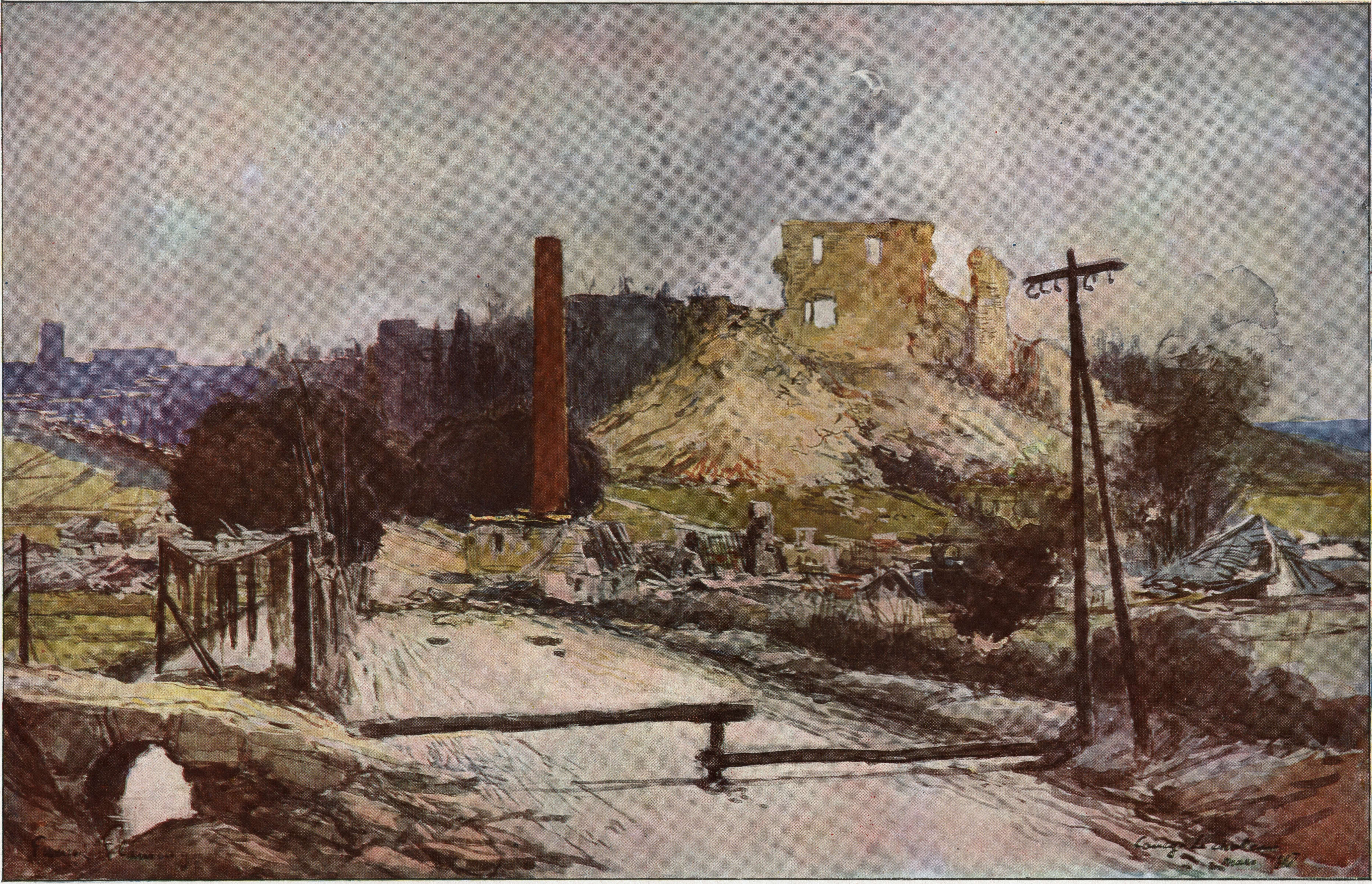
Coucy-le-Château dopo la distruzione
La ritirata tedesca (marzo 1917)

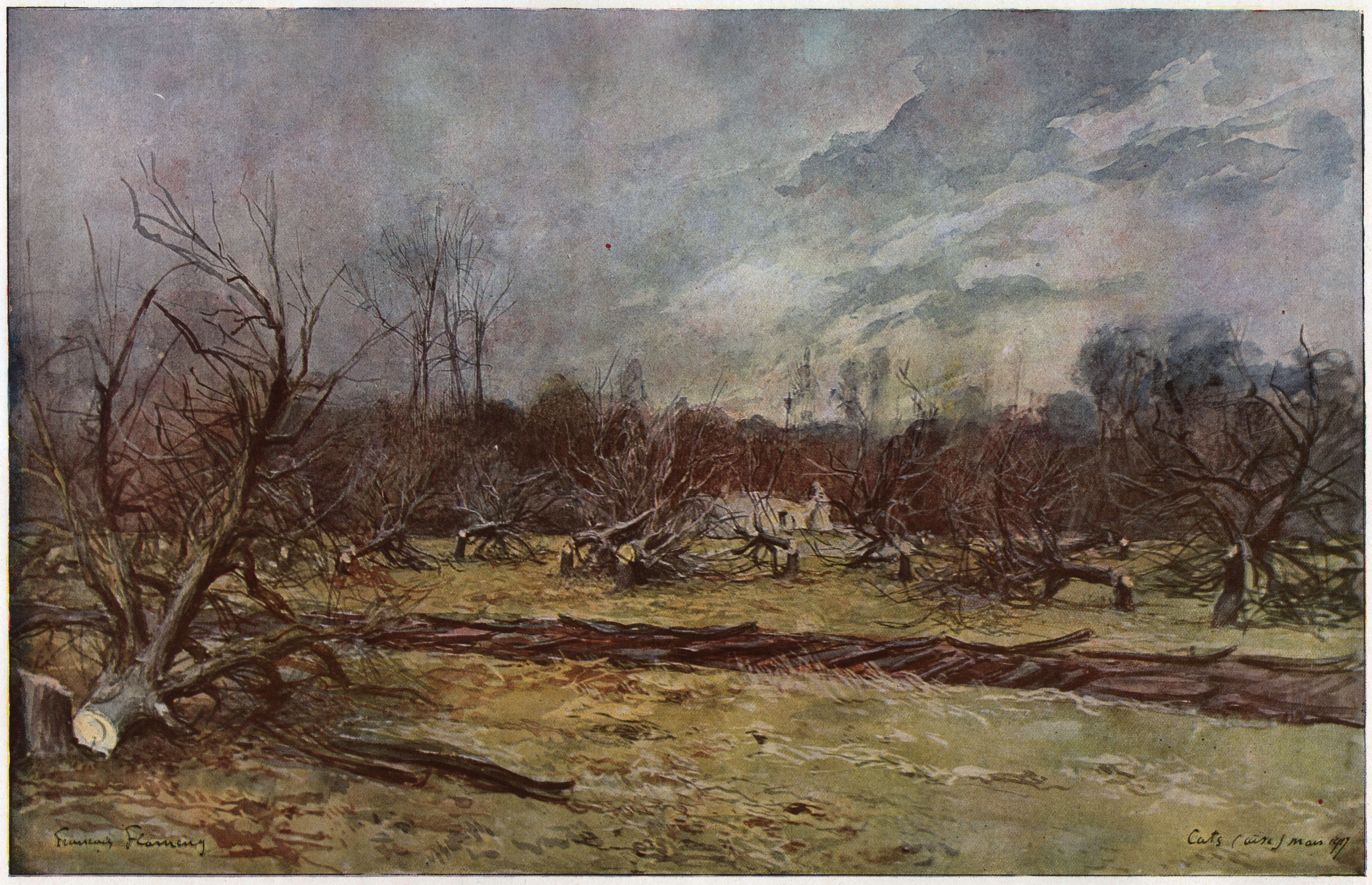
I meli tagliati a Cuts (Oise).
La ritirata tedesca (marzo 1917)

- 1887 - "  Portrait de Juliette Massenet fille de Jules Massenet "
- 1888 - "  Baignade des dames de la Cour au XVIIIe siècle ", Museo dell'Ermitage
- 1890 - "  Portrait d'une femme  ", Museo dell'Ermitage
- 1890 - "  Le Baptême bavarois "
- 1892 - "  Napoléon assis dans une auberge "
- 1892 - "  Portrait de Mme Alfred Stevens "
- 1893 - "  Madame Flameng femme de l'artiste " Museo d'Orsay
- 1893 - "  Portrait de Vera Kharitonenko ", Museo d'arte, Mosca
- 1894 - "  La Princesse Zinaida Yussupova et ses deux fils à Arkhangelskoïe ", Museo dell'Ermitage
- 1894 - "  Portrait de la princesse Z. N. Youssoupoff " ibidem
- 1894 - "  Une soirée de divertissement de Joséphine ", (Coll. privata)
- 1894 - "  Île Pointeaux ", (Coll. privata)
- 1895 - "  Réception à Compiègne en 1810 ", Museo dell'Ermitage
- 1895 - "  La Tragédie grecque ", Sala Favart, Théâtre national de l'Opéra-Comique, Parigi
- 1895 - "  La Vérité sortant du puits " Soffitto della Sala Favart, Opéra-Comique
- 1895 - "  Sainte conversation "
- 1896 - "  La Comédie fustigeant les Vices ", Sala Favart, Opéra-Comique
- 1896 - "  Le Ballet  "
- 1896 - "  Napoléon avec le roi de Rome à Saint-Cloud en 1811 ", Museo dell'Ermitage
- 1896 - "  Portrait de Dora de Leuchtenberg ", Museo dell'Ermitage
- 1896 - "  Réception à La Malmaison en 1802  ", Museo dell'Ermitage
- 1899 - "  La Bataille de Waterloo ", Museo di San Francisco
- 1900 - "  Portrait de J. Flameng à 7 ans et demi "
- 1900 - "  Mme Williams HKS ", Museo di San Francisco
- 1900 - "  Ernest Constans (1833-1913) ", Museo del castello di Versailles
- 1900 - "  Paris " Ristorante Le Train Bleu alla Gare de Paris Lyon, Parigi
- 1900 - "  Portrait de famille d'un garçon et ses deux sœurs, admirant un carnet de croquis ", (Coll. privata)
- 1900 - "  Le Livre de peinture "
- 1901 - "  Portrait de Madame Faure " Museo di Belle arti di Rouen
- 1903 - "  Madame Adeline M. Noble ", Smithsonian American Art Museum
- 1903 - "  Portrait de Mr Fritsch-Estrangin ", Museo di Belle arti di Marsiglia
- 1903 - "  La Marquise de Yturbe, née María-Luisa Díaz de Erazo y Caamaño "
- 1903 - "  Portrait de Madame Marie Kohn, née Marie de Weisweiller "
- 1903 - "  Portrait de Madame Charles Achille-Fould, née Claire Blanche Marie-Louise Heine "
- 1905 - "  Napoléon en forêt de Fontainebleau en 1807 ", Museo dell'Ermitage
- 1907 - "  Jeune femme aux cheveux de fée, la fille d'Alfred Stevens "
- 1908 - "  La Reine Alexandra "
- 1908 - "  Portrait de Melle Herpin "
- 1909 - "  Le Soir à New-York "
- 1911 - "  Portrait de Mme D... "
- 1911 - "  Lois Kellogg " Museo Chicago Historical Society, Chicago
- 1912 - "  Portrait de Sem ", Museo del Périgord a Périgueux (Dordogna)
- 1917 - "  Portrait de femme à la robe bleue "
- 1918 - "  L'Offensive de Saint-Pierre Aigle ", Museo de l'Armée, Paris
- 1919 - "  Le défilé de la Victoire le 14 Juillet 1919 ", Museo de l'Armée Hôtel des Invalides
- 1919 - "  Sur le terrain d'honneur  ", Collezione Union League of Philadelphia, Pennsylvania, USA
- 1920 - "  Portrait de Max Decugis "
- 1920 - "  Glorification du soldat inconnu ", Soffitto della sala d'onore del Museo des Invalides
- 1920 - "  Soldats écossais dans les tranchées ", Municipio di Le Quesnoy
- 1922 - "  Les deux sœurs dans le parc "
- 1923 - "  Cléo de Mérode en robe de soirée "
- N.D.  - "  Eylau  "
- N.D.  - "  Un hussard de l'Armée de Napoléon "
- N.D.  - "  Camille Desmoulins ", Museo di San Francisco
- N.D.  - "  Le Carnaval à Venise ", (coll. privata)
- N.D.  - "  Napoléon après la bataille de Waterloo ", (coll. privata)
- N.D.  - "  Soldat de la Garde Impériale "
- N.D.  - "  Madame Chouquet "
- N.D.  - "  Carnaval à Venise "
- N.D.  - "  Napoléon dans une réception "
- N.D.  - "  Le Grenadier "
- N.D.  - "  Portrait du Général de Division le Comte de Lassalle "
- N.D.  - "  Le Bureau d'études de l'architecte Georges Chedanne"  (1861-1940), Coll. Roger-Viollet, Parigi
- N.D.  - "  Jeune femme avec son petit chien ", Galleria Nataf, Parigi

### Illustrazioni
- 1873 - "  Gavarni, l'homme et son œuvre " di Edmond e Jules de Goncourt, 1873
- 1885 - "  Œuvres complètes " di Victor Hugo Ediz. Hetzel-Quantin, 1885-1889
- 1886 - "  François Flameng le jeu de fusil... ". Ediz. Henri Lefort
- 1888 - "  Œuvres, proses et poésies  " di François Coppée, 1841-1909
- 1899 - "  Cyrano de Bergerac " di Edmond Rostand, Ediz. Armand Magnier, 1899
- 1910 - "  Œuvres complètes illustrées " di Edmond Rostand, Parigi, Ediz. Pierre Lafitte 5 voll.
- 1912 - "  La Vie d'une précieuse " di Edmond Rostand, Ediz. Hachette e Cie, Parigi, 1912
- 1913 - "  Aéroplane près au décollage " - L'Illustration, Museo de l'Armée
- 1914 - "  Bataille de l'Yser, troupes franchissant la plaine inondée " - in: L'Illustration
- 1915 - "  Croquis de Guerre " Ediz. de l'Illustration, schizzi e disegni di guerra, 1914 -1915
- 1915 - "  Les Batailles de l'Artois " ; " La rentrée du ballon (Nord d'Arras) " - " Poste de secours à Mont-Saint-Éloi " in: L'Illustration 25 septembre 1915
- 1915 - "  Soissons "; No 3791, ottobre 1915 de L'Illustration - "  Le Pont sur l'Aisne " - " La Caserne de Soissons (ancienne Abbaye) " - " Barricade dans la Distillerie de Vauxrot " Commune de Cuffies - " Tranchée dans la distillerie de Vauxrot (près de Soissons) "
- 1915 - "  Combat du 25 Septembre 1915 en Champagne " - "  Combat du 26 septembre 1915 à la Main de Massiges ", 2 disegni in: L'Illustration nº 3794, 20 novembre 1915
- 1916 - "  Hôpital de campagne " -  L'Illustration, 1916
- 1916 - "  Permanent de la garde près de Metzeral " - L'Illustration, gennaio 1916
- 1916 - "  Poste de secours à Ablain-Saint-Nazaire " - L'Illustration, nº 3811, 18 marzo 1916
- 1916 - "  Sur la route de Souain à Sommepy-Tahure: une marmite " - L'Illustration nº 3817, 29 aprile 1916
- 1916 - "  Dampierre juillet 1916 " - L'Illustration
- 1916 - "  L'Illustration " nº 3833: " La Bataille de la Somme, Verdun " - "  Verdun vue prise du fort de la Chaume " - " Bombardements de Verdun avec les obus incendiaires 25 - 26 Mars 1916 " - "  La hauteur de Douaumont vue du fort de la Chaume "
- 1916 - "  L'Illustration " nº 3838: "  Verdun " - "  La citadelle de Verdun, les fossés "
- 1916 - "  Artillerie sur rail Octobre 1916 " -  L'Illustration
- 1916 - "  L'Hartmannswillerkopf " - "  Vallée de Munster " - " Éclatement d'un obus près de l'église à Thann " - " Une fontaine à Thann " - L'Illustration nº 3850, 16 dicembre 1916
- 1917 - "  Verdun " - L'Illustration nº 3858, 10 febbraio 1917
- 1917 - "  Gravures en couleurs pleine page hors texte de l'offensive britannique de la Somme " - L'Illustration nº 3860, 24 febbraio 1917
- 1917 - "  Campement de troupe de l'Inde près de Fricourt " - L'Illustration, 3 marzo 1917
- 1917 - "  Gravures en pleine page, hors texte de la bataille de la Somme " - " Village de Dompierre " - "  Ruines de l'église de Dompierre " - "  La Vallée de la Somme près de Curlu " - L'Illustration nº 3863, 17 marzo 1917.
- 1917 - " Batterie de 400 " - " Cantonnement dans l'église d'Herbeville " - Titre " Bataille de la Somme  "; " Poste de commandement au Sud de la Somme " - "  Devant Saint-Quentin " - L'Illustration nº 3878, 30 giugno 1917 - " Le champ de bataille dévasté du plateau de Californie à Craonne "
- 1917 - " Casemates dans le talus du chemin de fer devant Saint-Léonard presso Reims " - L'Illustration nº 3880, 14 luglio 1917
- 1917 - " Soldats écossais s'exerçant à l'escrime avec la baïonnette " - "  Observatoire anglais dans un moulin " - L'Illustration  - " La ville d'Arras grande scène de combat sous les bombardements "
- 1918 - "  Spads devant les hangars d'une escadrille de chasse " - "  Entraînement des As de l'Aviation au-dessus du terrain " - "  Bombardements de nuit au-dessus de la Rhur  " - "  Bombardiers de retour d'un raid de nuit " - L'Illustration
- 1918 - " Dans les villes libérées " ; " Soldats anglais dans les vieux remparts de Péronne " - " Biaches " - " Cathédrale de Péronne " - L'Illustration nº 3915, 16 mars 1918
- 1918 - " La retraite Allemande (mars 1917) " - " Coucy-le-Château après la destruction allemande. " - " Les antonnoirs de Ham " - " Les pommiers coupés à Cuts (Oise) " - L'Illustration nº 3905, 5 gennaio 1918
- 1918 - " L'Offensive Française d'Avril à Mai 1917 " - "  Prise du plateau de Californie (5 mai 1917)  " - "  Attaque des positions allemandes au Nord de l'Aisne le 6 Avril à 6heures du matin " - "  Attaque du Fort de Brimont le 16 Avril 1917 " - L'Illustration nº 3925, 25 maggio 1918
- 1918 - " Dans la Somme en 1916 " - "  Chapelle de Tilloloy vue de l'intérieur du château " - " Ferme du château de Tilloloy  " - "  Les trophées du 2è corps dans la cour du château de Marcelcave (route de Péronne à Amiens) " - "  Sur la route de Foucaucourt: casino des officiers allemands dans le bois du Satyre " - "  Le ravitaillement dans les tranchées près de Lihons " -  L'Illustration nº 3928, 15 giugno 1918
- 1918 - "  Fontaine de Savigny en hiver " - "  Porte du camp du 18è Bataillon indigène à Le Breuil (Marne) " - L'Illustration nº 3945, 12 ottobre 1918
- 1918 - " Le village de Pinon (décembre 1917) " - L'Illustration nº 3950 16 novembre 1918
- 1918 - " Dans le bois de Roucy (Aisne) la toilette des poilus la veille de la bataille (15 Avril 1917)  " - "  Projections et fusées lumineuses près de Nieuport (1915)  " - L'Illustration nº 3956, 28 dicembre 1918
- 1918 - "  Les chars d'assaut " - "  Tanks britanniques " - " Attaque britannique au cours de l'offensive finale  " - " Camp d'une brigade de cavalerie canadienne et cavaliers britanniques sur une crête en France du Nord " -  L'Illustration
- 1918 - "  Rentrée d'un Spad qui a atterri loin des hangars à l'autre extrémité du terrain couvert de neige " -  L'Illustration
- N.D.  - "  Convoi de mitrailleurs alpins dans les Vosges " - L'Illustration
- N.D.  - "  Attaque dans un enfer de boue et de paysage de cratères " -  L'Illustration
- N.D.  - "  Soldats allemands dans une tranchée équipés de masques à gaz avec une armure de fer " - L'Illustration
- N.D.  - "  La citadelle de Verdun: les casemates " - L'Illustration
- N.D.  - "  Spad français Aircraft sur Patrol " - L'Illustration
- N.D.  - "  Cratères dans la ville de Saint-Quentin " - L'Illustration
- N.D.  - "  Victimes de la guerre à la porte du château de Plessis-de-Roye " - L'Illustration
- N.D.  - "  La Ferme Lessard en ruines après des combats sanglants, entre Marizy et Neuilly-Saint-Front " - L'Illustration
- N.D.  - "  Bombardements allemands avec des bombes incendiaires Shells "
- N.D.  - "  Pousser un Spad en arrière sur la neige " -L'Illustration
- N.D.  - "  Prisonniers allemands dans un camp français à Souville sont alimentés par leurs ravisseurs " - L'Illustration
- N.D.  - "  Les arbres dévastés sur la ligne de front à Het Sas-Yser " - L'Illustration
- N.D.  - "  Tanks français en action vers la fin de la guerre " -L'Illustration
- N.D.  - "  Un Spad français abat un avion allemand " - L'Illustration
- N.D.  - "  Verdun en flamme après les bombardements allemands " - L'Illustration

### Scritti e discorsi
- 1906 - "  Notice sur la vie et les travaux de Mr Borguereau ", Académie des beaux-arts, 1906
- 1913 - "  Notice sur la vie et l'œuvre de Léopold Flameng ", Académie, 1913
- 1913 - "  Inauguration de la statue de Léon Gérôme ", Vesoul 1913
- 1914 - "  Inauguration du Monument élevé à Monté Carlo à la mémoire de Jules Massenet ", 1914
- 1916 - "  Funérailles de Mr Raphaël Collin ", Académie 1916
- 1916 - "  Funérailles de Mr Antonin Mercié membre de l'Académie ", 1916
- 1920 - "  Funérailles de M Marquestre, membre de l'Institut ", 1920
- 1920 - "  Funérailles de Mr J.L. Pascal membre de l'Académie", 1920
- 1920 - "  Séance publique des cinq académies ", 1920
- 1920 - "  Funérailles de M. Luc Olivier Merson membre de l'Académie", 1920
- 1920 - "  Séance publique annuelle ", 1920
- 1920 - "  Déclaration du Président de l'Académie à l'occasion des funérailles de Luc-Olivier Merson", 1920
- 1920 - "  Inauguration du monument élevé à la mémoire de Jules Breton ", 1920

### Corrispondenza
- "Lettre à Édouard Manet" - Dipartimento di arti grafiche del Louvre

## Premi e medaglie
- 1879 - Medaglia e Grand Prix del Salon per:  l'Appel des Girondins
- 1889 - Grand Prix del Salon

## Esposizioni
- 1900 - Esposizione Universale di Parigi: "L'Appel des Girondins" - "Affiche Hachette et Cie"
- 1997 - " Portrait de Messieurs des collections du musée ", Museo delle Orsoline di Mâcon.
- 2009 - " Toulouse-Lautrec et le cirque ", Museo Maxim's a Parigi, 2009.

## Decorazioni e titoli
- Membro dell'Istituto dell'Accademia di Belle arti, 1905
- Presidente dell'Accademia di Belle arti
- Cavaliere della Legion d'onore

## Galleria d'immagini

### Ritratti e illustrazioni

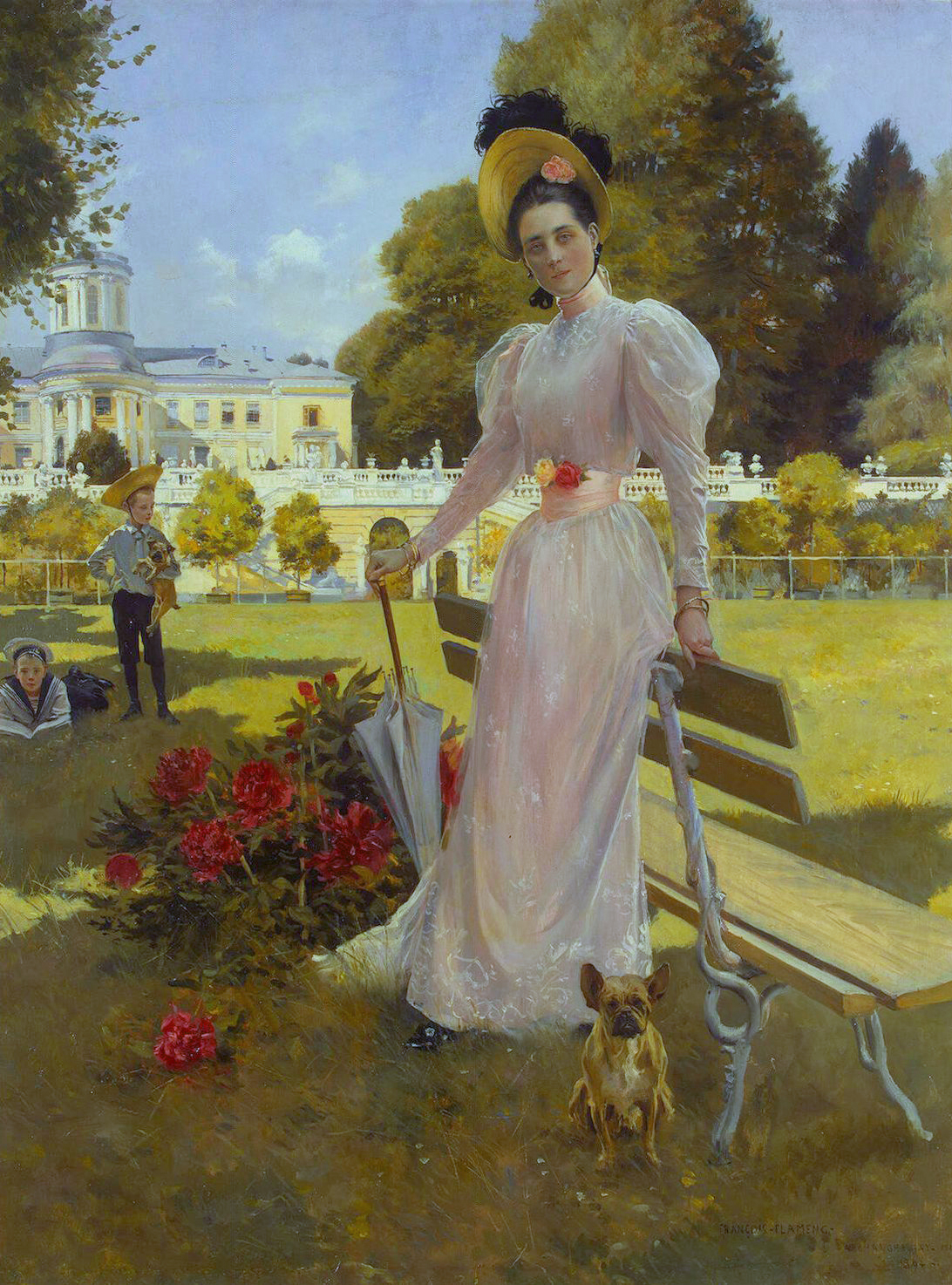
Zinaide Yusupova e i figli, 1894.
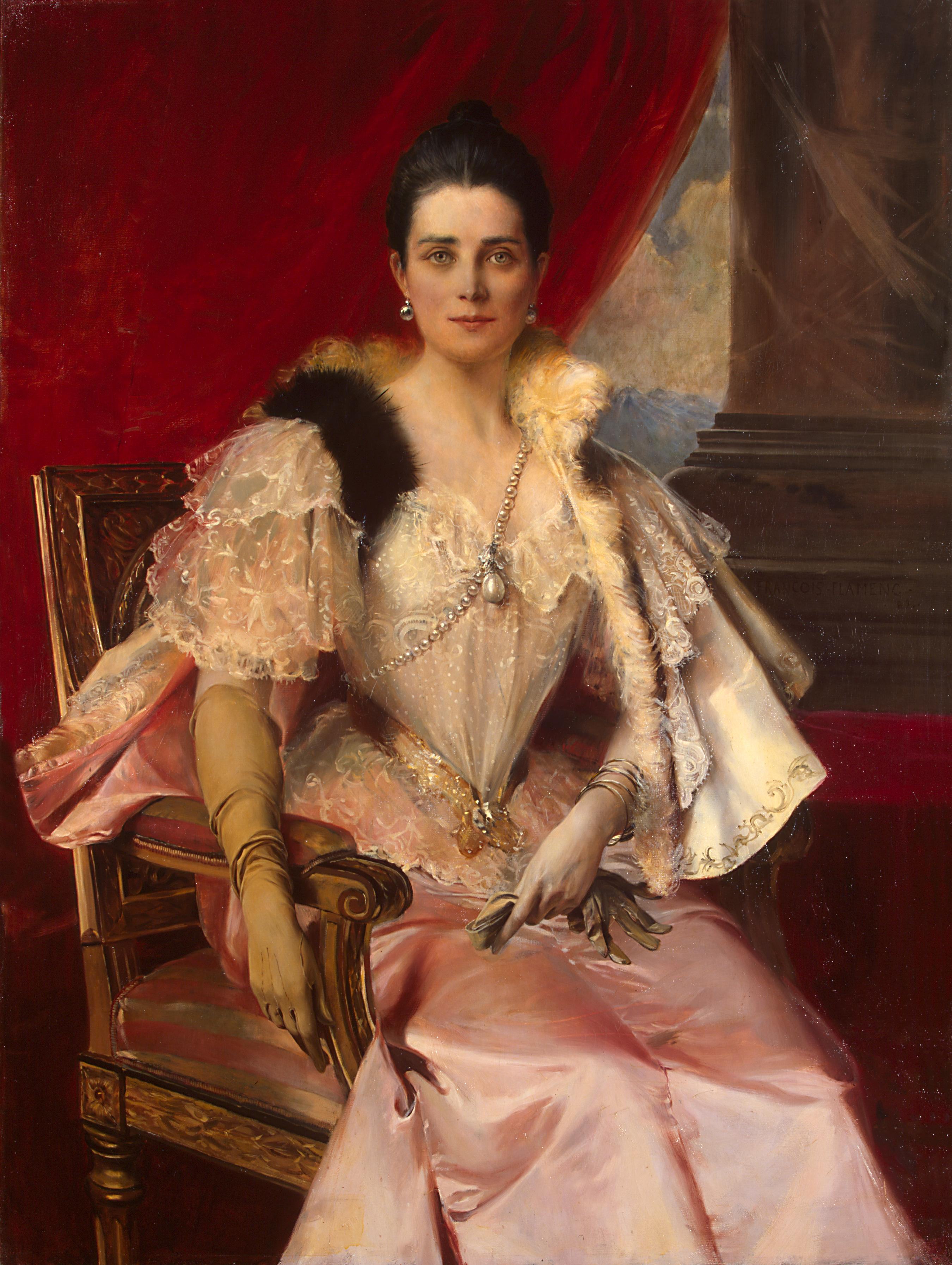
Zinaide Yusupova, 1894.
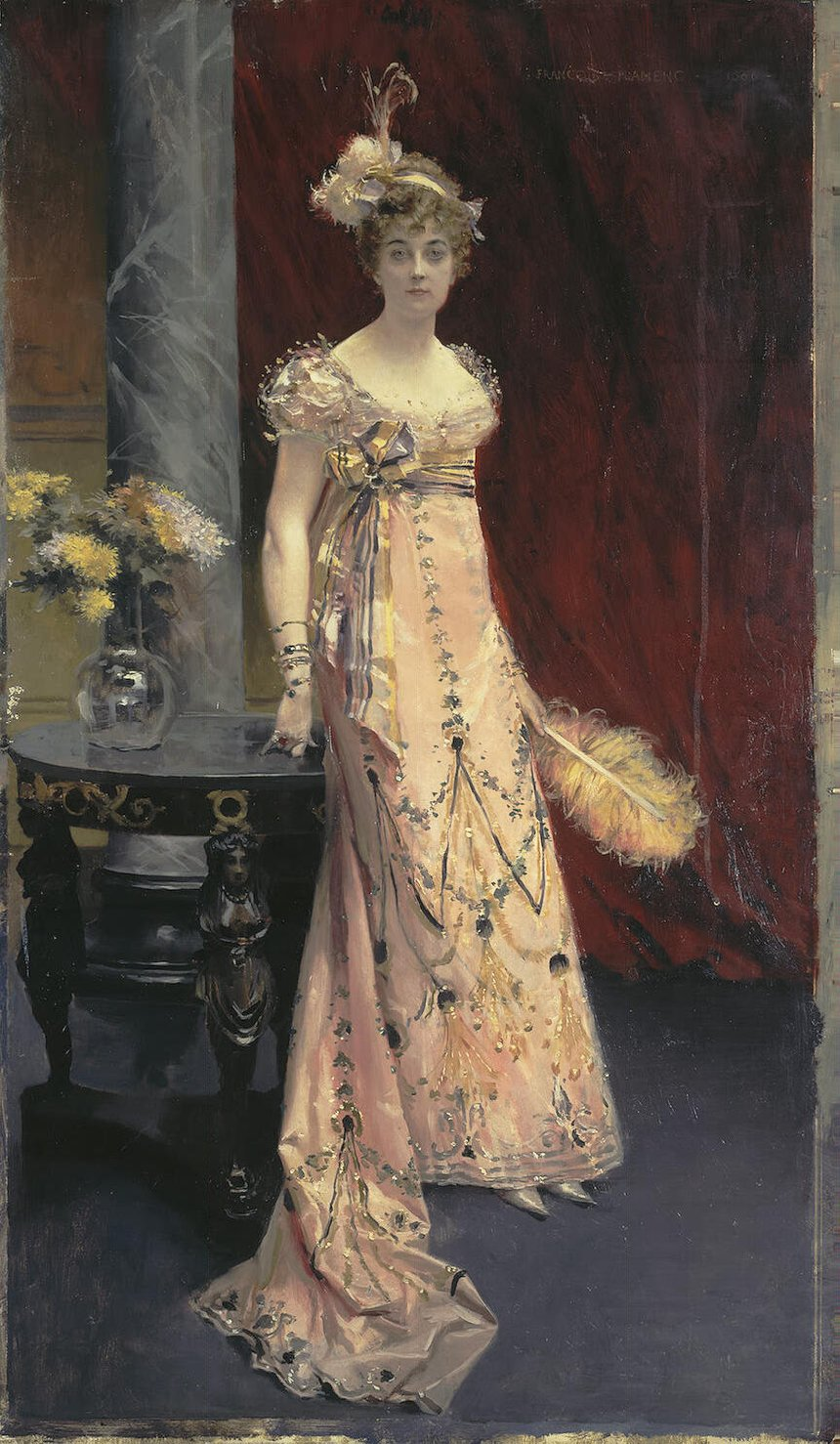
Daria Beauharnais, 1896.
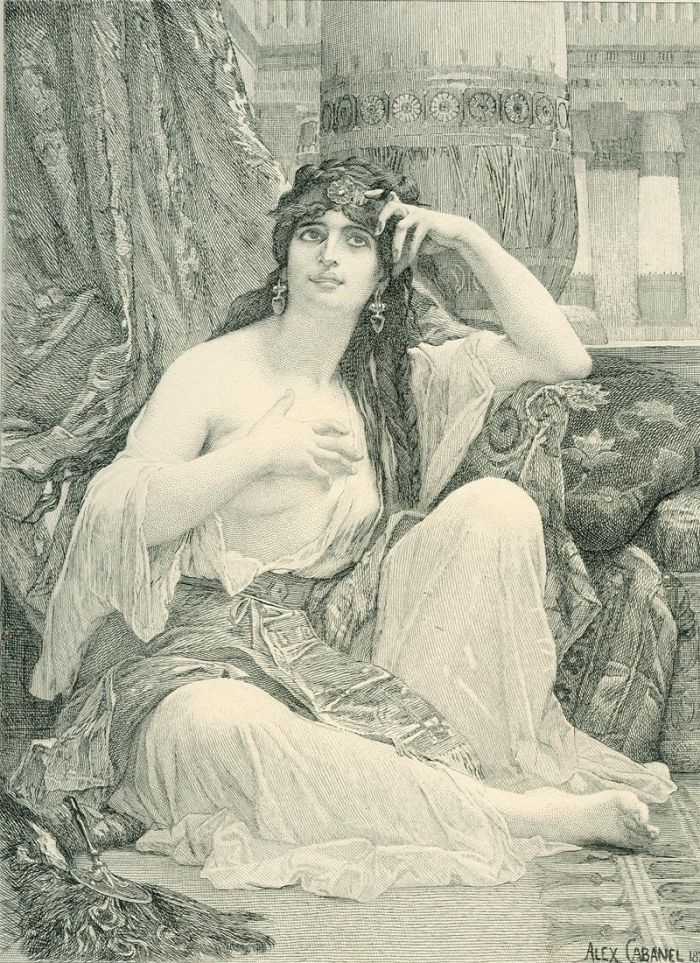
Riproduzione in acquaforte della "Sulamita" di Cabanel, 1876.
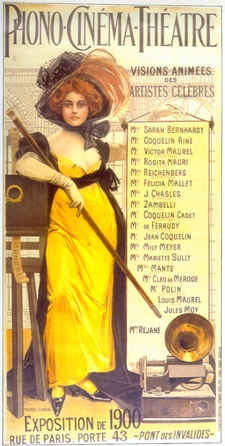
Manifesto per il Cinema sonoro, 1900.

### Quadri storici

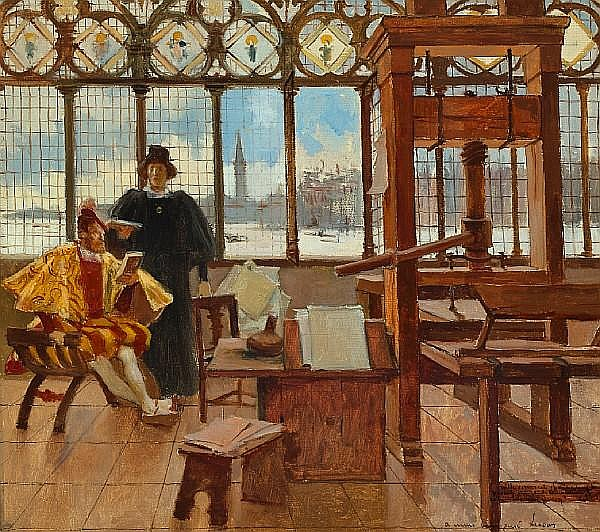
Aldo Marenzio nella sua stamperia di Venezia
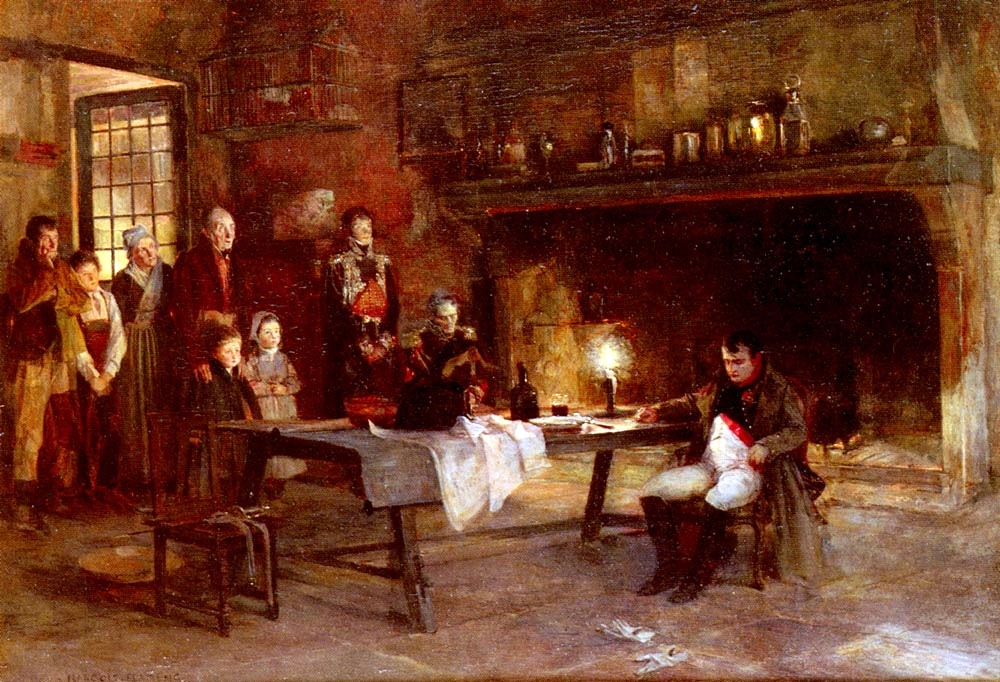
Napoleone dopo Waterloo

### La guerra

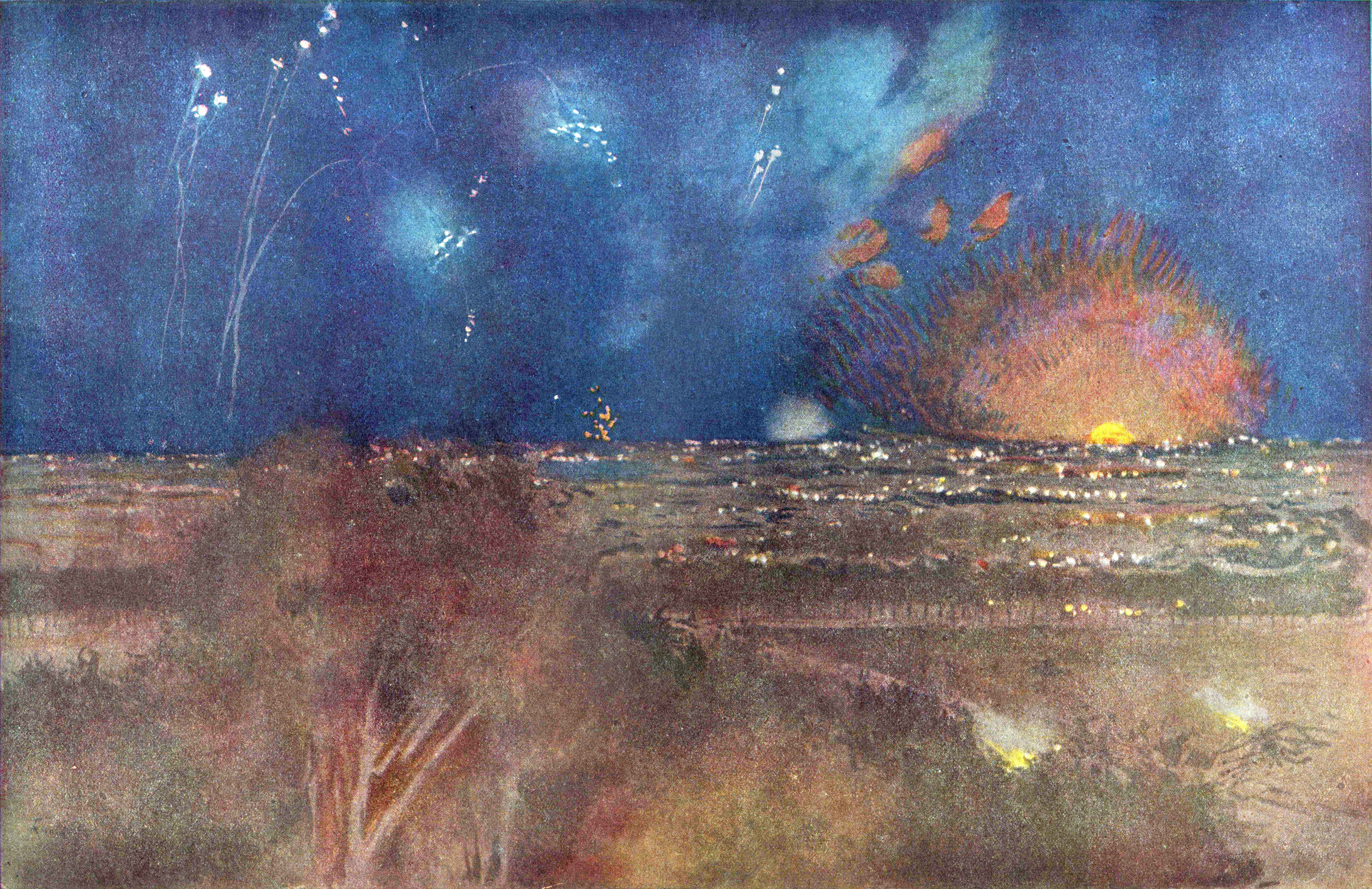
L'offensiva francese dell'Yser
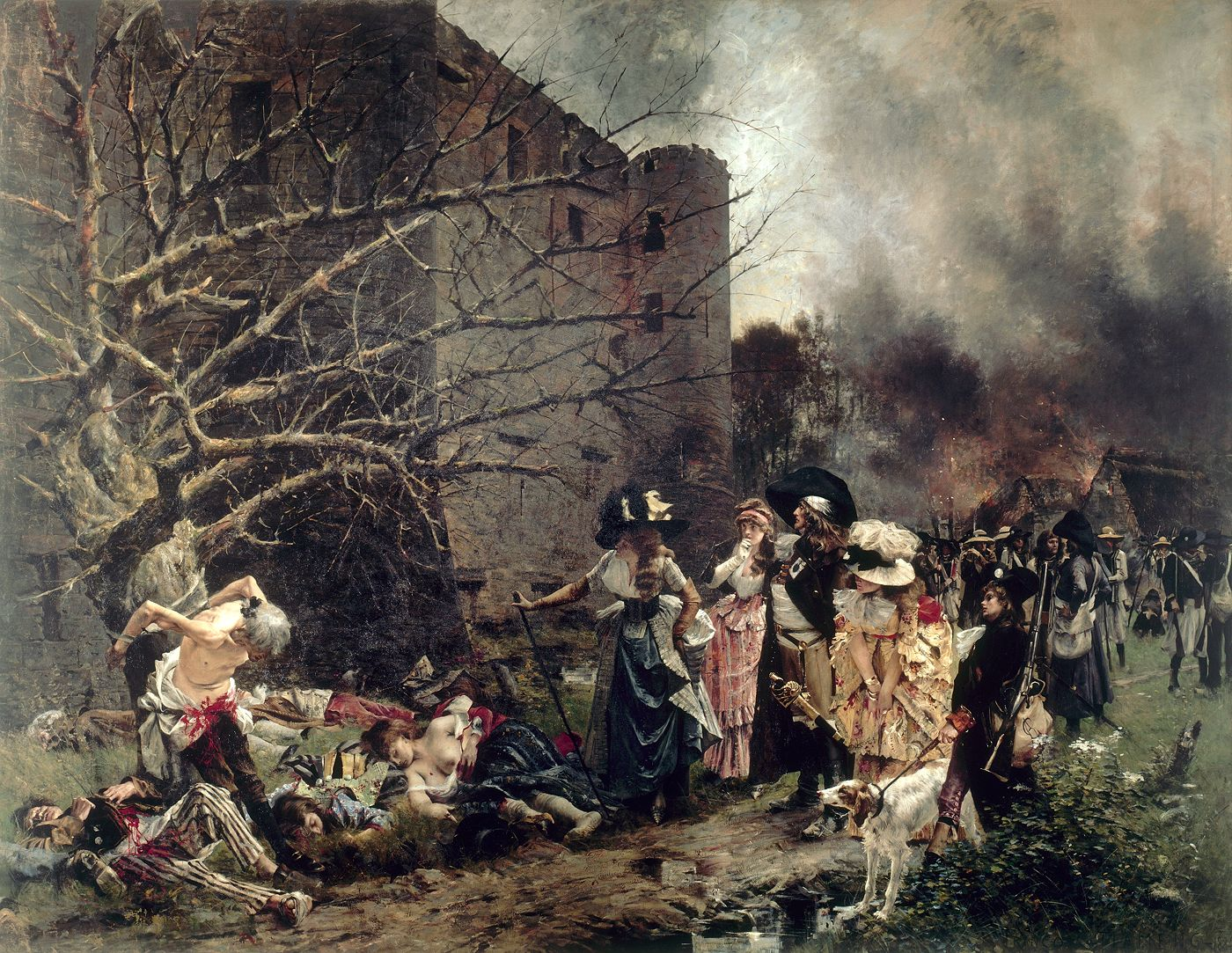
Il massacro di Machecoul, 1884.
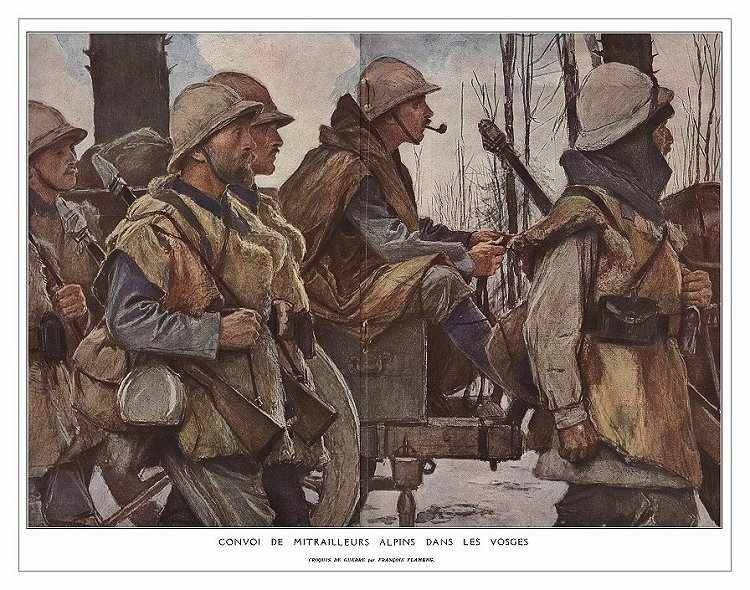
Cacciatori delle Alpi nei Vosgi
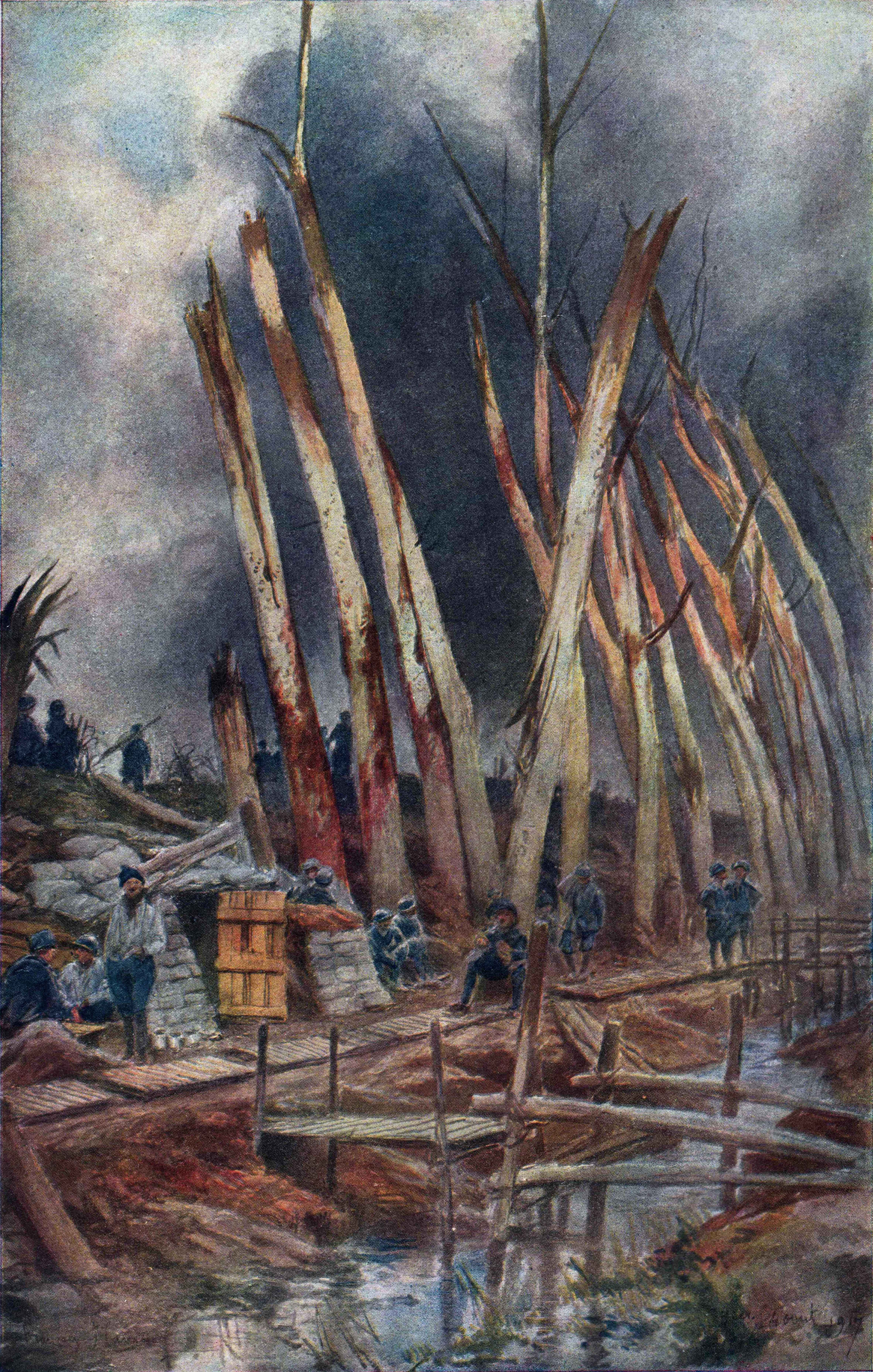
Prime linee francesi presso Het-Sas